# ترنت هارمون
ترنت هارمون (به انگلیسی: Trent Harmon) (زاده ۸ اکتبر ۱۹۹۰)خواننده آمریکایی است.
او برنده فصل پانزدهم امریکن آیدل شد.